# 長沼駅 (東京都)
長沼駅（ながぬまえき）は、東京都八王子市長沼町にある、京王電鉄京王線の駅である。京王西管区所属。駅番号はKO32。

## 歴史

### 年表
- 1925年（大正14年）3月24日：玉南電気鉄道の駅として開設[1]。
- 1926年（大正15年）12月1日：合併に伴い、京王電気軌道（現・京王電鉄）の駅となる[3]。
- 1944年（昭和19年）5月31日：陸上交通事業調整法に伴う戦時合併に伴い、東急電鉄（大東急）の駅となる[3]。
- 1948年（昭和23年）6月1日：東急から京王帝都電鉄が分離独立、同社の駅となる[3]。
- 1983年（昭和58年）10月：国道16号八王子バイパス建設計画に伴い、高架化工事開始[1]。
- 1989年（平成元年）9月30日：下り線高架化[4]。
- 1990年（平成2年）10月27日：上り線高架化、駅舎完成[5]。

### 駅名の由来
駅開設場所が、駅所在地付近を流れる浅川と湯殿川（）の合流地点であり、長くて広い沼地であったことから、「長沼」と名付けられる。

## 駅構造
相対式ホーム2面2線を有する高架駅。
トイレは1F改札口内にあり、ユニバーサルデザインの一環として「だれでもトイレ」も併設されている。2008年（平成20年）3月に改札階とホーム間を連絡するエレベーター新設とトイレ改修工事が完了した。その他、自動運転式エスカレーターも設置されている。

### のりば
| 番線 | 路線   | 方向 | 行先                                                |
| ---- | ------ | ---- | --------------------------------------------------- |
| 1    | 京王線 | 下り | 北野・京王八王子・高尾山口方面                      |
| 2    | 京王線 | 上り | 高幡不動・調布・明大前・笹塚・新宿・ 都営新宿線方面 |

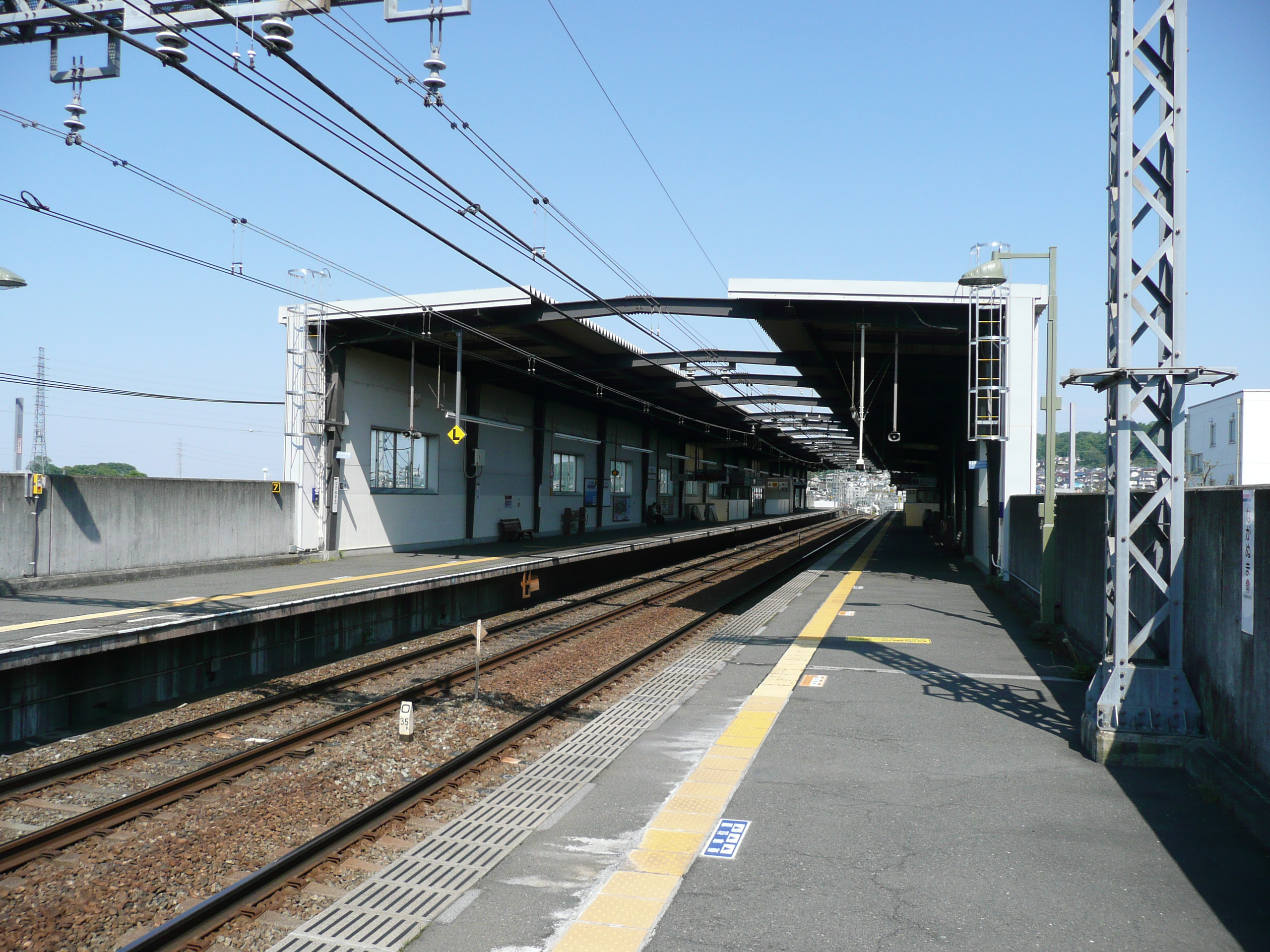
ホーム（2013年4月）

## 利用状況
2024年度（令和6年度）の1日平均乗降人員は3,840人である。京王電鉄全駅では府中競馬正門前駅に次いで2番目に利用者が少ない。
近年の1日平均乗降・乗車人員の推移は以下の通り。
| 年度               | 1日平均 乗降人員 | 1日平均 乗車人員 | 出典     |
| ------------------ | ---------------- | ---------------- | -------- |
| 1955年（昭和30年） | 440              |                  |          |
| 1960年（昭和35年） | 753              |                  |          |
| 1965年（昭和40年） | 2,174            |                  |          |
| 1970年（昭和45年） | 3,395            |                  |          |
| 1975年（昭和50年） | 4,500            |                  |          |
| 1980年（昭和55年） | 4,459            |                  |          |
| 1985年（昭和60年） | 5,127            |                  |          |
| 1990年（平成02年） | 5,686            | 2,682            | [ * 1 ]  |
| 1991年（平成03年） |                  | 2,844            | [ * 2 ]  |
| 1992年（平成04年） |                  | 2,836            | [ * 3 ]  |
| 1993年（平成05年） |                  | 2,855            | [ * 4 ]  |
| 1994年（平成06年） | 6,242            | 2,912            | [ * 5 ]  |
| 1995年（平成07年） | 6,022            | 2,798            | [ * 6 ]  |
| 1996年（平成08年） |                  | 2,764            | [ * 7 ]  |
| 1997年（平成09年） |                  | 2,636            | [ * 8 ]  |
| 1998年（平成10年） |                  | 2,575            | [ * 9 ]  |
| 1999年（平成11年） |                  | 2,451            | [ * 10 ] |
| 2000年（平成12年） | 5,329            | 2,466            | [ * 11 ] |
| 2001年（平成13年） | 5,134            | 2,386            | [ * 12 ] |
| 2002年（平成14年） |                  | 2,310            | [ * 13 ] |
| 2003年（平成15年） | 4,943            | 2,290            | [ * 14 ] |
| 2004年（平成16年） | 4,767            | 2,200            | [ * 15 ] |
| 2005年（平成17年） | 4,721            | 2,227            | [ * 16 ] |
| 2006年（平成18年） | 4,612            | 2,236            | [ * 17 ] |
| 2007年（平成19年） | 4,529            | 2,270            | [ * 18 ] |
| 2008年（平成20年） | 4,437            | 2,244            | [ * 19 ] |
| 2009年（平成21年） | 4,333            | 2,184            | [ * 20 ] |
| 2010年（平成22年） | 4,208            | 2,121            | [ * 21 ] |
| 2011年（平成23年） | 4,096            | 2,060            | [ * 22 ] |
| 2012年（平成24年） | 4,062            | 2,049            | [ * 23 ] |
| 2013年（平成25年） | 4,098            | 2,066            | [ * 24 ] |
| 2014年（平成26年） | 4,027            | 2,030            | [ * 25 ] |
| 2015年（平成27年） | 4,148            | 2,087            | [ * 26 ] |
| 2016年（平成28年） | 4,143            | 2,093            | [ * 27 ] |
| 2017年（平成29年） | 4,211            | 2,123            | [ * 28 ] |
| 2018年（平成30年） | 4,100            | 2,074            | [ * 29 ] |
| 2019年（令和元年） | 4,034            | 2,033            | [ * 30 ] |
| 2020年（令和02年） | 3,182            | 1,605            | [ * 31 ] |
| 2021年（令和03年） | 3,401            |                  |          |
| 2022年（令和04年） | 3,570            |                  |          |
| 2023年（令和05年） | 3,692            |                  |          |
| 2024年（令和06年） | 3,840            |                  |          |

## 駅周辺
駅の北側は住宅地が立ち並び、南側は八王子市立長沼小学校がある。宅地開発が進んでおらず、駅周辺でも畑が多く点在している。
- 長沼公園
- 八王子市立長沼小学校
- 山下公園
- 六社宮

### バス路線
長沼駅（八王子市コミュニティバス「はちバス」）
- 東部コース 日本邸宅団地・NEC団地東・日生団地行
- 東部コース あったかホール・北野駅北口・片倉台経由JR片倉駅行

## 隣の駅
京王電鉄
 京王線
京王ライナー・■特急・■急行
通過
■区間急行（上りのみ）・■快速（下りのみ）・■各駅停車
平山城址公園駅 (KO31) - 長沼駅 (KO32) - 北野駅 (KO33)

## ミュージックビデオの撮影
シンガーソングライターの優里が作詞作曲をした「おにごっこ」のミュージックビデオの撮影が行われた。